# Ратковське Бистре
Ратковське Бистре (словац. Ratkovské Bystré) — село, громада в окрузі Ревуца, Банськобистрицький край, Словаччина. Населення — 338 осіб (на 31 грудня 2017 р.). 
Вперше згадується в 1413 році.

## Населення
| Рік:            | 1994. | 2004.    | 2014.   | 2024.    |
| --------------- | ----- | -------- | ------- | -------- |
| Кількість осіб: | 466   | 402      | 365     | 289      |
| Різниця:        |       | -13,73 % | -9,20 % | -20,82 % |

| Рік:            | 2023. | 2024.   |
| --------------- | ----- | ------- |
| Кількість осіб: | 294   | 289     |
| Різниця:        |       | -1,70 % |